# Franka Batelić
Franka Batelić, född 7 juni 1992 i Rijeka i Kroatien, även känd under artistnamnet Franka, är en kroatisk sångare och låtskrivare. Hon representerade Kroatien i Eurovision Song Contest 2018 med låten "Crazy".